# Geomorfológia

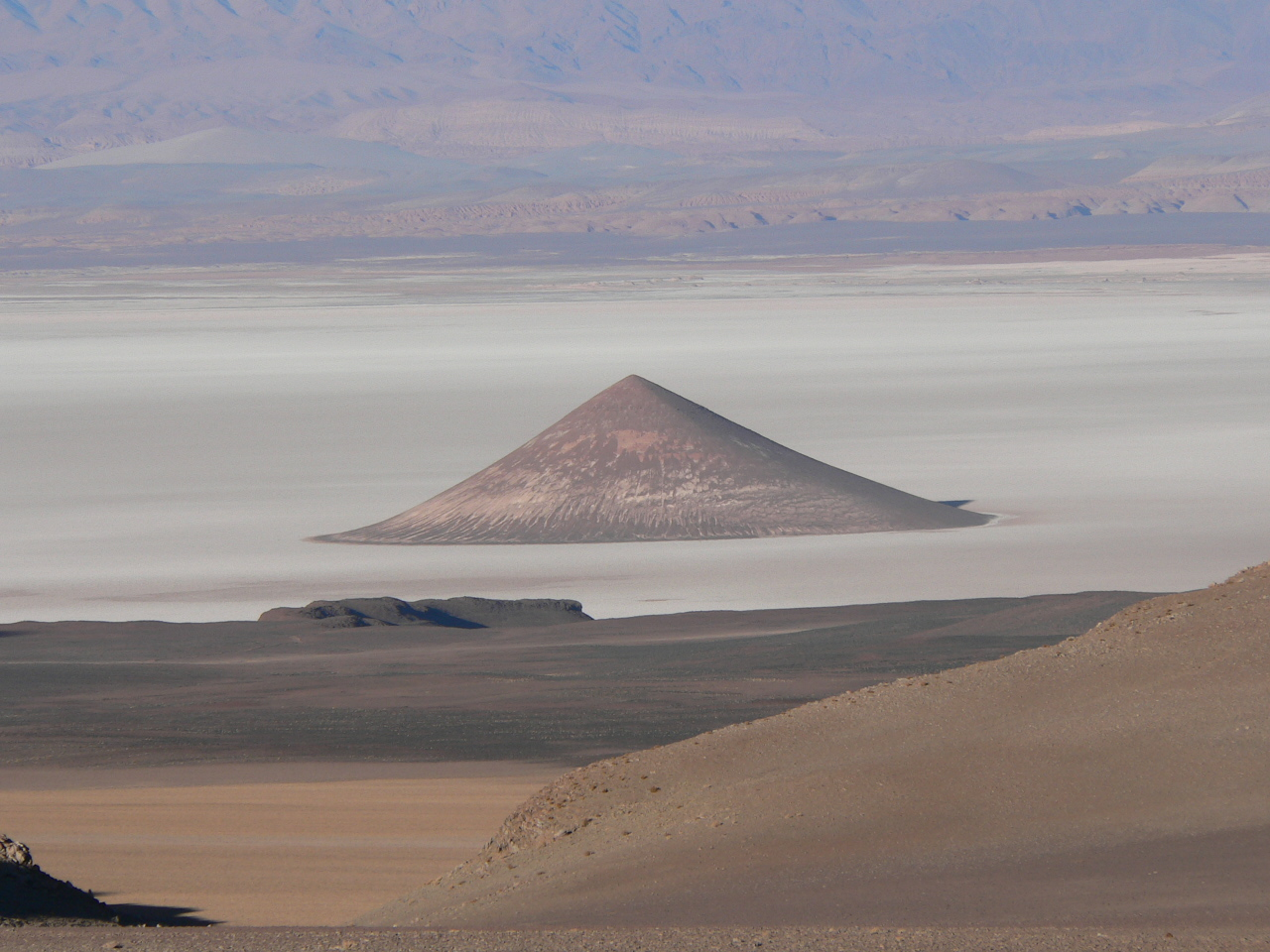
Cono de Arita, Salta (Argentína)

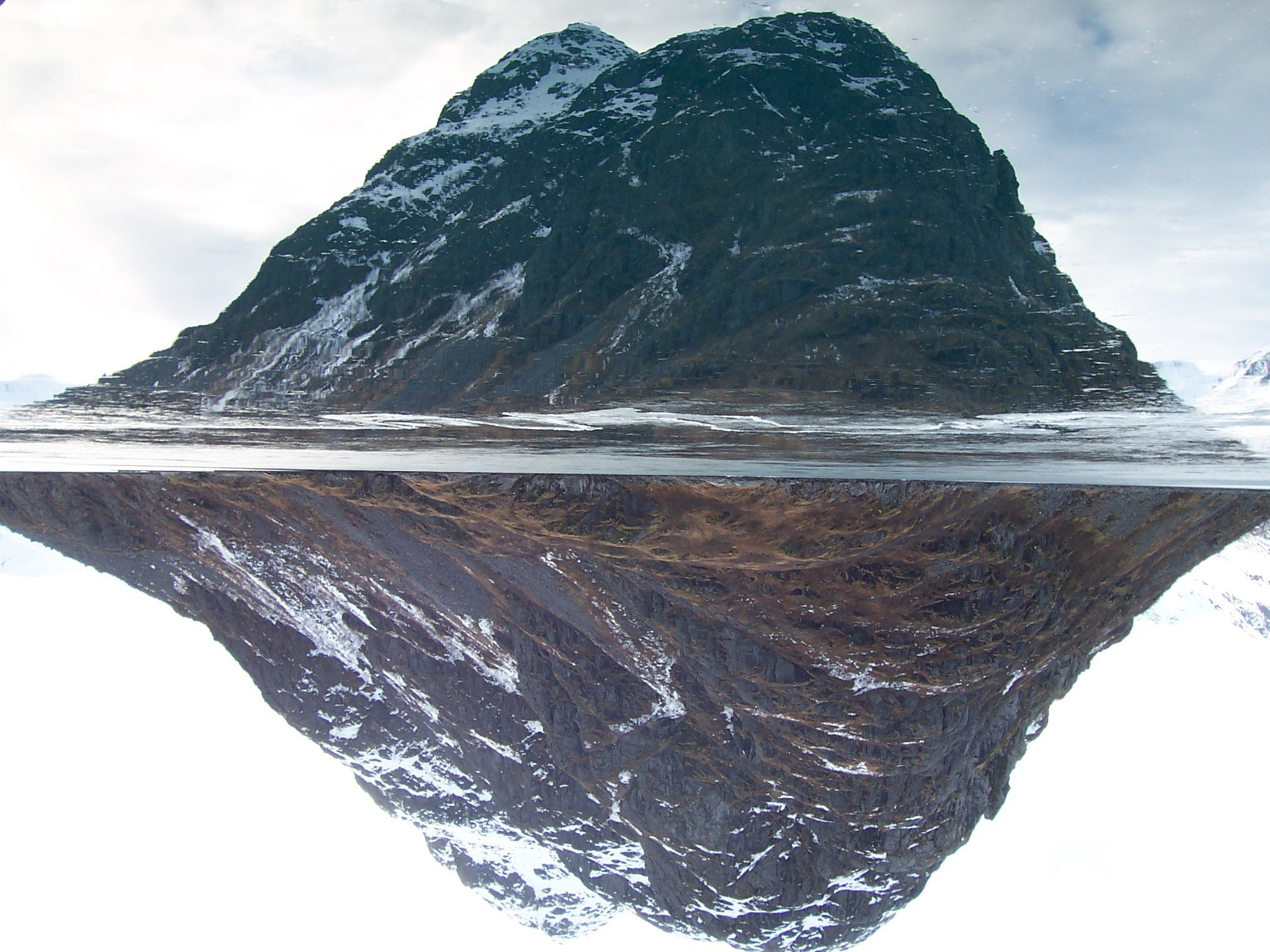
Hegy és a tükörképe

A geomorfológia (felszínalaktan) a természetföldrajz egyik tudományága, amely a domborzati formák keletkezésével és változásával foglalkozik. Több tudományterületen is alkalmazzák, például geológia, földrajztudomány, talajtan, régészet, építészet.

## A földkéreg domborzata
A nagyobb szerkezeti formákat (hegységek, völgyek) a Föld belső erői hozzák létre, amik a Föld belső hőjéből származnak (radioaktív bomlás). A geomorfológia a külső erők által alakított felszínt vizsgálja. Ezek közvetetten a napsugárzás hatására alakulnak ki: szél, víz, jég felszínformálása. Illetve a tömegmozgások (csuszamlások, suvadások, omlások, folyások) a gravitáció miatt hatnak.

## Mozgások
Tektonikus (a görög tektonikos szóból, építőt jelent) mozgások lehetnek:
- epirogén mozgások
- orogén mozgások

## Orogén mozgások
(görögül orosz-hegy, genezisz-keletkezés szavakból)
A földkéreg nagyon lassú és állandó mozgásai, melyek a föld kiemelkedésében és süllyedésében nyilvánulnak meg.
Alapvető formák
- boltozat (geoantiklinális)
- horpadás (geoszinklinális)

A vetődések vertikális mozgások, melyek a litoszféra nagy tömbjeinek elmozdulását idézik elő nagy repedések, törésvonalak mentén.
A természetben gyakori, hogy a felszín több párhuzamos törés mentén lesüllyed.

## Lásd még
- fagypúp (tufur)